# Mona Vale
Mona Vale é um subúrbio do norte de Sydney, no estado da Nova Gales do Sul, na Austrália, situado a 28 quilômetros ao norte do distrito empresarial central de Sydney e é o centro administrativo da área do governo local do Conselho de Northern Beaches. Mona Vale integra a região Northern Beaches. Em 2011, sua população era de 10 166 habitantes.